# Doeringiella burmeisteri
Doeringiella burmeisteri är en biart som först beskrevs av Heinrich Friese 1908.  Doeringiella burmeisteri ingår i släktet Doeringiella och familjen långtungebin. Inga underarter finns listade i Catalogue of Life.